# Valerij Anatoljevics Hondogo
Valerij Anatoljevics Hondogo (oroszul: Валерий Анатольевич Хондого) (Moszkva, 1957. szeptember 21. –) szovjet színekben világbajnok oroszországi párbajtőrvívó.

## Sportpályafutása
1969-ben kezdett vívni, első edzője E. Szolersz volt. Klubjai voltak: a «Zenyit» (Moszkva), a CSZKA és MGFSZO. A sport nemzetközi szintű mestere cím birtokosa. 1978-tól volt a szovjet válogatott tagja. Edzői: E. Szolersz és O. Puzanov. 1981-ben csapatban párbajtőr-világbajnok, 1978-ban csapatban ezüstérmes volt. 1979-ben az Universiadén csapatban ezüstérmes, ugyanebben az évben a szovjet vívóbajnokságon egyéni bronzérmes és szovjet kupagyőztes volt. 1975-ben a Szovjetunió ifjúsági bajnoka.

## Sikerei, díjai
- Világbajnokság – párbajtőr csapat
  - aranyérmes: 1981, Clermont-Ferrand
  - ezüstérmes: 1978, Hamburg